# Джефферсонвілл (Іллінойс)
Джефферсонвілл (англ. Jeffersonville) — селище (англ. village) в США, в окрузі Вейн штату Іллінойс. Населення — 355 осіб (2020).

## Географія
Джефферсонвілл розташований за координатами 38°26′33″ пн. ш. 88°24′14″ зх. д. / 38.44250° пн. ш. 88.40389° зх. д. (38.442396, -88.403972).  За даними Бюро перепису населення США в 2010 році селище мало площу 2,64 км², уся площа — суходіл.

## Демографія
Згідно з переписом 2010 року, у селищі мешкало 367 осіб у 163 домогосподарствах у складі 108 родин. Густота населення становила 139 осіб/км².  Було 179 помешкань (68/км²).
Расовий склад населення:
| - 99,2 % — білих |

До двох чи більше рас належало 0,3 %. Частка іспаномовних становила 1,4 % від усіх жителів.
За віковим діапазоном населення розподілялося таким чином: 22,9 % — особи молодші 18 років, 64,0 % — особи у віці 18—64 років, 13,1 % — особи у віці 65 років та старші. Медіана віку мешканця становила 38,3 року. На 100 осіб жіночої статі у селищі припадало 95,2 чоловіків;  на 100 жінок у віці від 18 років та старших — 92,5 чоловіків також старших 18 років.
Середній дохід на одне домашнє господарство  становив 42 128 доларів США (медіана — 35 000), а середній дохід на одну сім'ю — 46 277 доларів (медіана — 45 938). Медіана доходів становила 40 417 доларів для чоловіків та 22 500 доларів для жінок. За межею бідності перебувало 18,4 % осіб, у тому числі 21,6 % дітей у віці до 18 років та 12,8 % осіб у віці 65 років та старших.
Цивільне працевлаштоване населення становило 222 особи. Основні галузі зайнятості: освіта, охорона здоров'я та соціальна допомога — 27,5 %, виробництво — 19,8 %, будівництво — 9,9 %, роздрібна торгівля — 8,6 %.